# Sever (Santa Marta de Penaguião)
Sever is een plaats (freguesia) in de Portugese gemeente Santa Marta de Penaguião en telt 951 inwoners (2001).